# Dameon Clarke
Dameon Clarke  es un actor canadiense que reside en Los Ángeles. Sus notables papeles de actuación de voz han sido con Funimation donde hace la voz de Cell en Dragon Ball Z, George Kaminski en Detective Conan, Younger Toguro en Yū Yū Hakusho, Scar en Fullmetal Alchemist, todos los cuales han sido transmitidos en Cartoon Network / Adult Swim. En los videojuegos, hizo la voz de Handsome Jack en Borderlands. En la pantalla, ha interpretado varios personajes secundarios y de invitado especial en shows como Graceland, 24, Castle, Supernatural y Prison Break. Protagonizó una película independiente llamada How to Be a Serial Killer por el cual ganó varios premios en festivales de cine.

## Filmografía

### Televisión
- Castle - Scott Dunn
- NCIS: Los Angeles - Gage Jensen
- Case Closed - George (Temporadas 1 a 4)
- CSI: NY - Aaron Dexter
- CSI: Crime Scene Investigation - Scott Tucker
- Raising the Bar - Sean Lusik
- Supernatural - Jack Montgomery
- Prison Break (Múltiples episodios) - Andrew Blauner
- 24 (Múltiples episodios) - Alan Tanner, un francotirador y mercenario.
- Make It or Break It - el Presidente del Consejo
- Sin rastro - Kelsey Howard
- What About Brian (Múltiples episodios) - Brad
- CSI: Miami - Wayne Reynolds
- Criminal Minds - Chris Crawford
- LAX - Jim
- Blue Gender - Dice Quaid
- Kiddy Grade  - Armbrust
- The Presidents Man - Andy Shelby
- Nobody's Happy - John O'Connor
- Secrets Of A Married Man - Alex
- Walker, Texas Ranger - Estrella Invitada
- Ergo Proxy - Proxy One
- Gunslinger Girl - Victor Hilshire

## Teatro
- This Lime Tree Bower - Ray
- Goody F*cking Two Shoes - Craig
- Cause Of Death - Sr. Haines
- Wedding Spell - Sir Gawain
- Viaje al centro de la Tierra - Gordon

## Cine
- Who the F is Buddy Applebaum - Tom Stevens
- I Love You Phillip Morris - Houston Lawyer
- Fab Five: The Texas Cheerleader Scandal - el entrenador Adam Reeve
- How to Be a Serial Killer - Mike Wilson
- The Alamo - Sr. Jones
- Una mirada a la oscuridad - Mike
- Hall of Mirrors - Agente Riley
- Indefinitely - Jay Hossela
- The Prodigy - Chris
- Quiet Desperation - Clyde Calloway
- Saving Jessica Lynch - Ranger Harper
- Secondhand Lions - Camionero
- Sole Possessions - Danny

## Videojuegos
- League of Legends - Kha'Zix, Singed
- Borderlands (series) - Handsome Jack y Marshall Friedman
- BloodRayne - Hedrox
- BloodRayne 2 - Zerenski, Varios
- The Blair Witch Project - Varios
- Dragon Ball Z: Budokai (serie), Dragon Ball Z: Infinite World, Burst Limit y Tenkaichi (serie) - Cell y Tambourine
- Fullmetal Alchemist 2: Curse of the Crimson Elixir - Scar
- Marvel vs. Capcom 3: Fate of Two Worlds - Nathan Spencer
- Roadkill - Principal
- The Last Remnant - Joven
- Unreal Championship - Anubis
- Valkyrie Profile 2: Silmeria - Arngrim
- Street Fighter x Tekken - Rolento F. Schugerg
- Ultra Street Fighter IV - Rolento F. Schugerg